# Jaap Webb
Rutger John Felix (Jaap) Webb (Sigli, Nederlands-Indië, 2 november 1914 – Vught, 5 september 1944) was een Nederlands jurist en verzetsstrijder tijdens de Tweede Wereldoorlog.

## Biografie
Webb werd geboren in Sigli als zoon van Rutger Albert John Willem Webb en Antoinette Pauline Barthelemy. Zijn ouders scheidden in 1933 in Den Haag. Hij studeerde rechten aan de Rechtshogeschool van Batavia, waar hij in 1935 zijn kandidaatsexamen, eerste gedeelte, behaalde. In 1936 kwam hij naar Nederland, waar hij zijn rechtenopleiding vervolgde aan de Rijksuniversiteit Utrecht. In 1937 behaalde hij zijn kandidaatsexamen Indisch recht. In 1942 behaalde hij zijn doctoraalexamen Indisch recht.
In 1939 trouwde Webb in Den Haag met Maria Johanna Louiza Husser. Het echtpaar woonde kort in Den Haag, waar hun zoontje Rutger werd geboren. Toen hij in 1943 op driejarige leeftijd overleed woonde het gezin in Utrecht. Webb was bevriend met Rudi Jansz.

### Tweede Wereldoorlog
Tijdens de Tweede Wereldoorlog richtte Webb in Den Haag de knokploeg Webb op. De knokploeg pleegde met succes een overval op een distributiekantoor in een school aan de Copernicusstraat in Den Haag. De overval was bedoeld als generale repetitie, om de op 6 augustus 1944 gearresteerde Rudi Jansz te kunnen bevrijden. De daders ontkwamen met de buit per fiets, maar werden opgemerkt door een 16-jarig meisje dat lid was van een NSDAP-organisatie. Ze volgde hen tot hun schuilplaats en gaf hen vervolgens aan bij de politie. Dit leidde tot de arrestatie van veel leden van de KP-Webb. Webb zelf werd op 24 augustus 1944 gearresteerd. Hij werd overgebracht naar Kamp Vught, waar hij begin september 1944 werd gefusilleerd, in het kader van de Deppner-executies.

## Eerbetoon
- Webb ontving postuum het Verzetsherdenkingskruis.
- Zijn naam staat vermeld op de Erelijst van Gevallenen 1940-1945.[14]
- Zijn naam staat vermeld op het Nationaal Monument Kamp Vught.[12]